# Грибоносове
Грибоно́сове —  село в Україні, у Мостівській сільській громаді Вознесенського району Миколаївської області. Населення становить 73 осіб. До 2016 року орган місцевого самоврядування — Олександрівська сільська рада.

## Населення

### Мова
Розподіл населення за рідною мовою за даними перепису 2001 року:
| Мова       | Кількість | Відсоток |
| ---------- | --------- | -------- |
| українська | 55        | 75.34%   |
| румунська  | 18        | 24.66%   |
| Усього     | 73        | 100%     |